# Micoturismo
El micoturismo es una actividad turístico-recreativa, la cual se basa en la recolección, degustación y aprendizaje sobre los hongos comestibles silvestres, principalmente. Es una actividad forestal que ha fungido en los últimos años para impulsar el desarrollo económico forestal, la preservación de la cultura local y el manejo sustentable de los recursos naturales a través del turismo. Es también una actividad que funciona como estrategia de educación ambiental para acercar a las personas al conocimiento de los hongos silvestres, los ecosistemas que habitan y las culturas que los rodean.

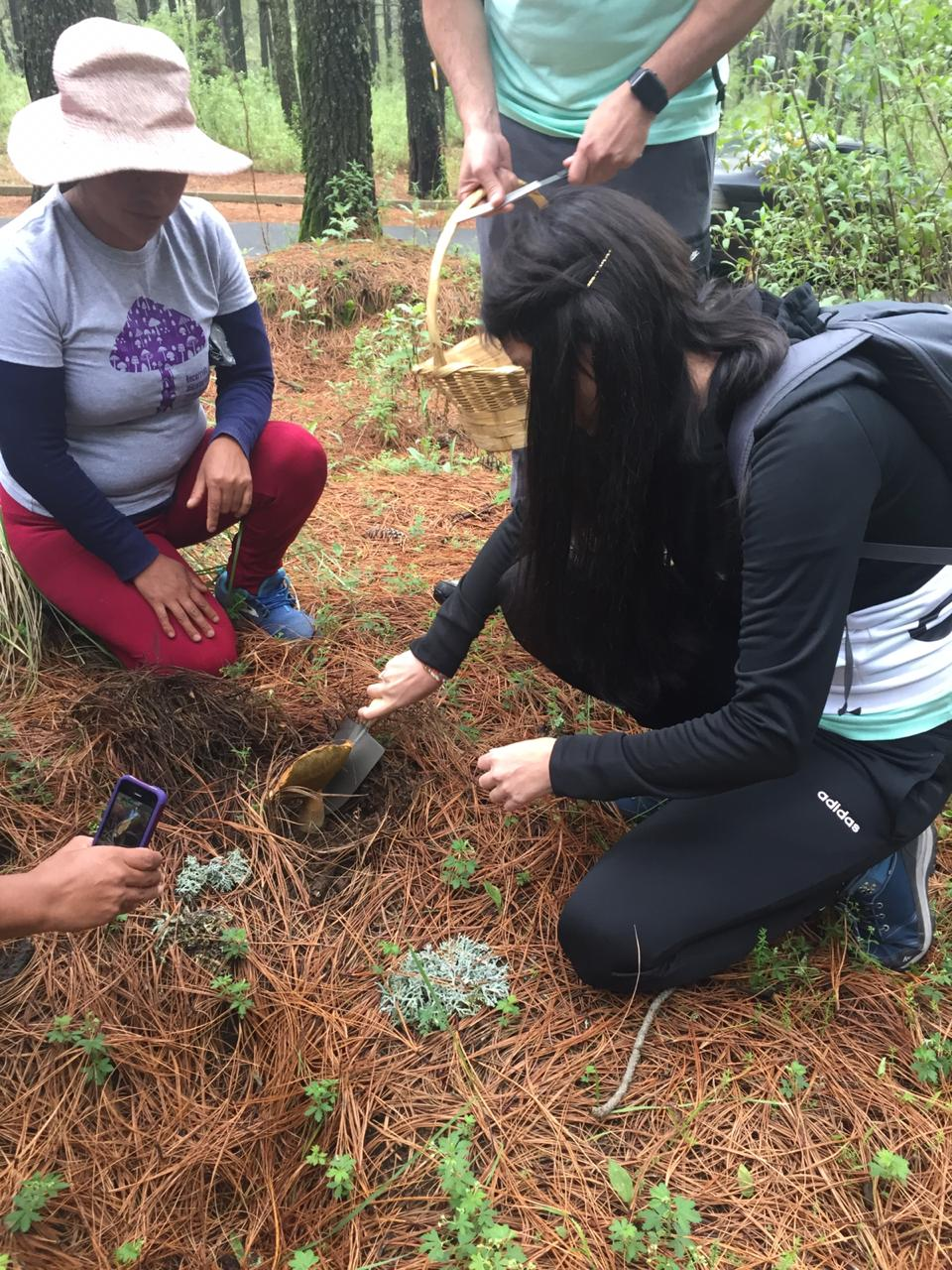
Recorrido Micoturístico del parque nacional La Malinche, Tlaxcala

## Micoturismo y desarrollo sustentable
El micoturismo es un tipo de turismo que necesita implementar una organización de la comunidad, habilidades comerciales, educación para la gestión de los recursos naturales y también una planificación para que estas actividades cumplan el objetivo de preservar los ecosistemas en donde se realizan y abatir el cambio climático. El micoturismo ayuda a disminuir la presión sobre los recursos forestales maderables ya que a través del cobro de estas actividades se pueden generar ingresos adicionales que puedan ser invertidos tanto en la diversificación de actividades tradicionales que beneficien a las y los recolectores tradicionales así como para el cuidado y manejo adecuado de los bosques.

## Micoturismo en el mundo
Europa es el continente pionero en el desarrollo de la oferta micoturística, como resultado de esto se ha conformado la Red de Parque Micológicos (Mycosilva) que se está integrada por bosques productivos y regulados con prácticas de micoselvicultura, que también sirven para la investigación enfocada al aprovechamiento sustentable de los recursos forestales, principalmente, los hongos comestibles silvestres. Esta Red de Parques Micológicos se encuentra integrada por distintos parques que se ubican en diferentes países europeos y recientemente uno norteamericano como España, Francia, Portugal y Canadá. De estos Parques Micológicos también se recaban datos para generar indicadores sobre producción, recolección y comercialización de hongos comestibles silvestres en cada una de las regiones participantes.
Se han analizado los casos más representativos de micoturismo en el mundo y se mencionan a continuación:
- España: Es el pionero en el desarrollo de micoturismo en el mundo. Tienen un modelo integral único de recursos micológicos que consiste en i) soporte financiero institucional basado en el apoyo del Estado; ii) marco regulatorio sobre el aprovechamiento y gestión de los hongos comestibles silvestres; iii) sistemas de información micológica que aportan datos sobre los recursos micológicos y; iv) un mercado interesado por las nuevas tendencias del consumo turístico y alimentario.[4]
- Portugal: Su oferta se ha desarrollado a partir de estudios basados en el conocimiento sobre los recursos micológicos, su ubicación y su dimensión ecológica. En este modelo destacan los enfoques micogastronómico y micopaisajístico. No cuentan con programas ni apoyos del Estado.[4]
- Francia: Este país cuenta con dos Parques Micológicos de la Red Micosylva: Dordogne y de Midi Pyréneés. Utilizan el modelo de laboratorios micológicos experimentales que promueven el manejo adecuado y la justa valorización de los recursos micológicos. Una característica esencial del modelo francés es que dentro de su oferta se concibe la importancia de la educación ambiental como un componente de las actividades recreativas.[3]
- Escocia: Surgió del interés académico sobre la diversidad fúngica de sus bosques. Esta oferta se enfoca hacia la educación ambiental y la preservación de los bosques. Esta oferta tiene un fuerte componente científico y ha sido apoyada por la Sociedad Danesa de Micología, esto ha sido importante ya que los recorridos micoturísticos son guiados por micólogas y micólogos miembros de esta Sociedad. Tampoco se presenta un apoyo del Estado a través de políticas de micosilvicultura, pero sí participa la academia en esta actividad.[5]
- Italia: La oferta micoturística es organizada por asociaciones de aficionados y especializados en micología, que tienen como objetivo generar conocimiento sobre los hongos comestibles silvestres de este sitio. Este tipo de micoturismo se enfoca en generar datos útiles para la cartografía, taxonomía, nomenclatura, ecología y legislación de los hongos silvestres.[4]
- Sudáfrica: En este sitio la Academia de Hongos Gourmet se encarga de capacitar a los prestadores de servicios enfocados al aprovechamiento de recursos micológicos en adquirir capacidades orientadas a la biotecnología, el sector empresarial y económico. Estos prestadores de servicios ofrecen productos basados en los hongos comestibles silvestres tales como eventos gastronómicos y programas de educación a distancia y cuentan con el apoyo financiero del Fondo Mundial para la Naturaleza de Sudáfrica. El micoturismo en esta zona consiste en actividades de recolección, difusión de la cultura micológica y eventos micogastronómicos.[6]
- Canadá: Existen distintas iniciativas en este país que incluyen la transformación agroindustrial de hongos comestibles silvestres, emprendimientos micoturísticos y propuedas de educación ambiental. En este sitio, el micoturismo tiene una orientación económica que tiene como objetivo incidir favorablemente en las economías locales, por lo que incluso es concebido como una política de desarrollo.[3]
- Estados Unidos: En este sitio se realizan actividades como ferias, recorridos para recolección y también se promociona la degustación de los hongos comestibles silvestres. En este sitio la academia ha sido la impulsora de actividades enfocadas al conocimiento de los recursos micológicos en esta zona.[4]
- Macedonia: Se promociona una oferta micoturística asociada con los conocimientos tradicionales ecológicos sobre los hongos comestibles silvestres, su relación con la naturaleza y la cultura local. A través de este tipo de turismo los visitantes que acuden a estos sitios pueden reconectarse con sus orígenes y además, generar un derrama económica para el sitio al que acuden. Es importante recalcar que más allá de un producto turístico en este caso el micoturismo se posiciona como una práctica colectiva con gran importancia social.[4]

### Micoturismo en México
En México el micoturismo se extiende de norte a sur a través de ferias, festivales, recorridos micoturísticos académicos y micoculturales.